# Lang-Bian-Weißbauchratte
Die Lang-Bian-Weißbauchratte (Niviventer langbianis) ist eine Nagetierart aus der Gattung der Weißbauchratten (Niviventer) innerhalb der Altweltmäuse (Murinae). Sie kommt in weiten Teilen des nördlichen Südostasiens vor.

## Merkmale
Die Lang-Bian-Weißbauchratte erreicht eine Kopf-Rumpf-Länge von 13,1 bis 16,2 Zentimetern mit einem Schwanz von 15,4 bis 19,9 Zentimetern Länge bei einem Gewicht von etwa 60 bis 100 Gramm. Die Hinterfußlänge beträgt etwa 29 bis 33 Millimeter, die Ohrlänge 19 bis 22 Millimeter. Der Schädel hat eine Gesamtlänge von 33 bis 40 Millimeter.
Das Rückenfell ist gelblich bis rötlich braun mit dunkelbraunen Borsten und mit einer deutlichen Kante aus sandfarbenen Haaren an den Körperseiten oberhalb der Abgrenzung zur Bauchseite. Diese ist scharf gegenüber den Seiten abgegrenzt und weiß gefärbt. Der Schwanz ist einfarbig braun. Die Oberseiten der Hände und Füße sind blassbraun bis weiß, manchmal besitzen sie einen braunen Fleck. Von der Kastanien-Weißbauchratte (Niviventer fulvescens) und der Sunda-Weißbauchratte (Niviventer cremoriventer) unterscheidet sich die Art vor allem durch den einfarbigen Schwanz, der jedoch bei der Kastanien-Weißbauchratte ebenfalls individuell einfarbig sein kann.

## Verbreitung
Die Lang-Bian-Weißbauchratte kommt in weiten Teilen des nördlichen Südostasiens vor. Das Verbreitungsgebiet reicht vom Süden der Volksrepublik China über Myanmar und den Nordosten Indiens bis Kambodscha, Laos, Vietnam und Thailand nördlich des Isthmus von Kra. In China ist die Art nur durch einen Fundort im zentralen Yunnan dokumentiert, während andere Nachweise aus China wahrscheinlich auf Verwechslungen mit der Chinesischen Weißbauchratte (Niviventer confucianus) zurückgehen. Die Höhenverbreitung reicht wahrscheinlich von 200 bis etwa 1600 Metern, kann regional aber auch höher sein.

## Lebensweise
Die Lang-Bian-Weißbauchratte kommt bevorzugt in immergrünen Wäldern bis saisonalen Laubmischwäldern vor und ist dort fleckenhaft verbreitet, dabei ist sie sowohl in Primärwald- als auch wenig gestörten Sekundärwaldhabitaten anzutreffen. Sie kommt in einigen Lebensräumen recht häufig und in anderen, dem Anschein nach gleichen, Habitaten ist sie selten bis fehlend. Sie lebt am Boden, kann jedoch auch in die Vegetation steigen. Im größten Teil des Verbreitungsgebietes kommt die Art sympatrisch mit der Kastanien-Weißbauchratte (Niviventer fulvescens) und der Indochinesischen Weißbauchratte (Niviventer tenaster) vor.

## Systematik
Die Lang-Bian-Weißbauchratte wird als eigenständige Art innerhalb der Weißbauchratten (Niviventer) eingeordnet, die aus 17 Arten besteht. Die wissenschaftliche Erstbeschreibung stammt von den britischen Zoologen Herbert Christopher Robinson und Cecil Boden Kloss, die die Art 1922 anhand von Individuen aus der Provinz Lâm Đồng in den Lang-Bian-Bergen aus einer Höhe von 1800 bis 2300 Metern beschrieben. Sie wurde teilweise als Unterart der Sunda-Weißbauchratte (Niviventer cremoriventer) betrachtet, aufgrund verschiedener Merkmale jedoch in den Artstatus erhoben.

## Status, Bedrohung und Schutz
Die Lang-Bian-Weißbauchratte wird von der International Union for Conservation of Nature and Natural Resources (IUCN) als nicht gefährdet (least concern) eingeordnet. Begründet wird dies mit dem großen Verbreitungsgebiet und dem angenommen häufigen Vorkommen der Art. Potenzielle Gefährdungen sind für die Art nicht bekannt, in Teilen des Verbreitungsgebietes ist sie von Lebensraumrückgängen betroffen.

## Belege
1. 1 2 3 4  Darrin Lunde, Andrew T. Smith: Indochinese Arboreal Niviventer. In: Andrew T. Smith, Yan Xie: A Guide to the Mammals of China. Princeton University Press, Princeton NJ 2008, ISBN 978-0-691-09984-2, S. 269.
2. 1 2 3 4  Niviventer langbianis. In: Don E. Wilson, DeeAnn M. Reeder (Hrsg.): Mammal Species of the World. A taxonomic and geographic Reference. 2 Bände. 3. Auflage. Johns Hopkins University Press, Baltimore MD 2005, ISBN 0-8018-8221-4.
3. 1 2 3 4 5 6  Niviventer langbianis in der Roten Liste gefährdeter Arten der IUCN 2016.2. Eingestellt von: G. Musser, D. Lunde, K. Aplin, A. Frost, S. Molur, 2008. Abgerufen am 16. November 2016.